# グラント郡 (ミネソタ州)
グラント郡（Grant County）は、アメリカ合衆国ミネソタ州に位置する郡である。人口は6,018人（2010年）である。郡庁所在地はエルボーレイクである。

## 地理
アメリカ合衆国統計局によると、この郡は総面積1,490 km2 (575 mi2) である。このうち1,415 km2 (546 mi2) が陸地で75 km2 (29 mi2) が水地域である。総面積の5.00%が水地域となっている。

### 隣接する郡
- オッターテイル郡 (北)
- ダグラス郡 (東)
- ポープ郡 (南東)
- スティーブンズ郡 (南)
- トラバース郡 (南西)
- ウィルキン郡 (北西)

## 人口動勢
2000年国勢調査で、この郡は人口6,289人、2,534世帯、及び1,740家族が暮らしている。人口密度は4/km2 (12/mi2) である。2/km2 (6/mi2) の平均的な密度に3,098軒の住宅が建っている。この郡の人種的な構成は白人98.28%、アフリカン・アメリカン0.21%、先住民0.27%、アジア0.19%、太平洋諸島系0.00%、その他の人種0.30%、及び混血0.75%である。ここの人口の0.52%はヒスパニックまたはラテン系である。
この郡内の住民は23.90%が18歳未満の未成年、18歳以上24歳以下が6.90%、25歳以上44歳以下が23.10%、45歳以上64歳以下が23.20%、及び65歳以上が22.90%にわたっている。中央値年齢は42歳である。女性100人ごとに対して男性は94.50人である。18歳以上の女性100人ごとに対して男性は94.30人である。
この郡内の世帯ごとの平均的な収入は33,775米ドルであり、家族ごとの平均的な収入は42,214米ドルである。男性は28,428米ドルに対して女性は20,240米ドルの平均的な収入がある。この郡の一人当たりの収入 (per capita income) は17,131米ドルである。人口の8.40%及び家族の6.00%は貧困線以下である。全人口のうち18歳未満の9.50%及び65歳以上の9.90%は貧困線以下の生活を送っている。

## 都市及び町

### 都市
- エルボーレイク（郡庁所在地）
- Ashby
- バレッタ
- ハーマン
- ホフマン
- Norcross
- Wendell

### 郡区
- デラウェア郡区
- Elbow Lake Township
- Elk Lake Township
- Erdahl Township
- Gorton Township
- ランド郡区
- Lawrence Township
- Lien Township
- Logan Township
- マックスビル郡区
- ノースオタワ郡区
- Pelican Lake Township
- Pomme de Terre Township
- Roseville Township
- サンフォード郡区
- ストーニーブルック郡区